# Diedrich Téllez
Diedrich Erwing Téllez Cuevas (Masaya, 25 agosto 1983) è un calciatore nicaraguense, portiere della Juventus Managua.

## Carriera

### Club
Ha sempre giocato nel campionato nicaraguense.

### Nazionale
Ha debuttato in Nazionale nel 2012 ed è stato successivamente convocato per la Gold Cup 2017.